# Мелнупе (приток Вирги)
Ме́лнупе (Мелнупс, Мелнупес; латыш. Melnupe) — река в Латвии. Течёт по территории Виргской, Бункской и Приекульской волостей Приекульского края. Правый приток нижнего течения Вирги.
Длина реки составляет 16 км (по другим данным — 12 км). Площадь водосборного бассейна равняется 38,7 км².
Вытекает из болота Бункас юго-западнее села Бунка.
Именованные притоки: Лашупе (латыш. Lašupe), Мелнупите (латыш. Melnupīte).